# Pa-Ousman Sonko
Pa-Ousman Sonko (* 26. Dezember 1984 in Banjul) ist ein ehemaliger gambischer Fußballspieler auf der Position eines Abwehrspielers. Heute ist er unter anderem als Nachwuchstrainer tätig.

## Karriere

### Von Gambia ins Burgenland

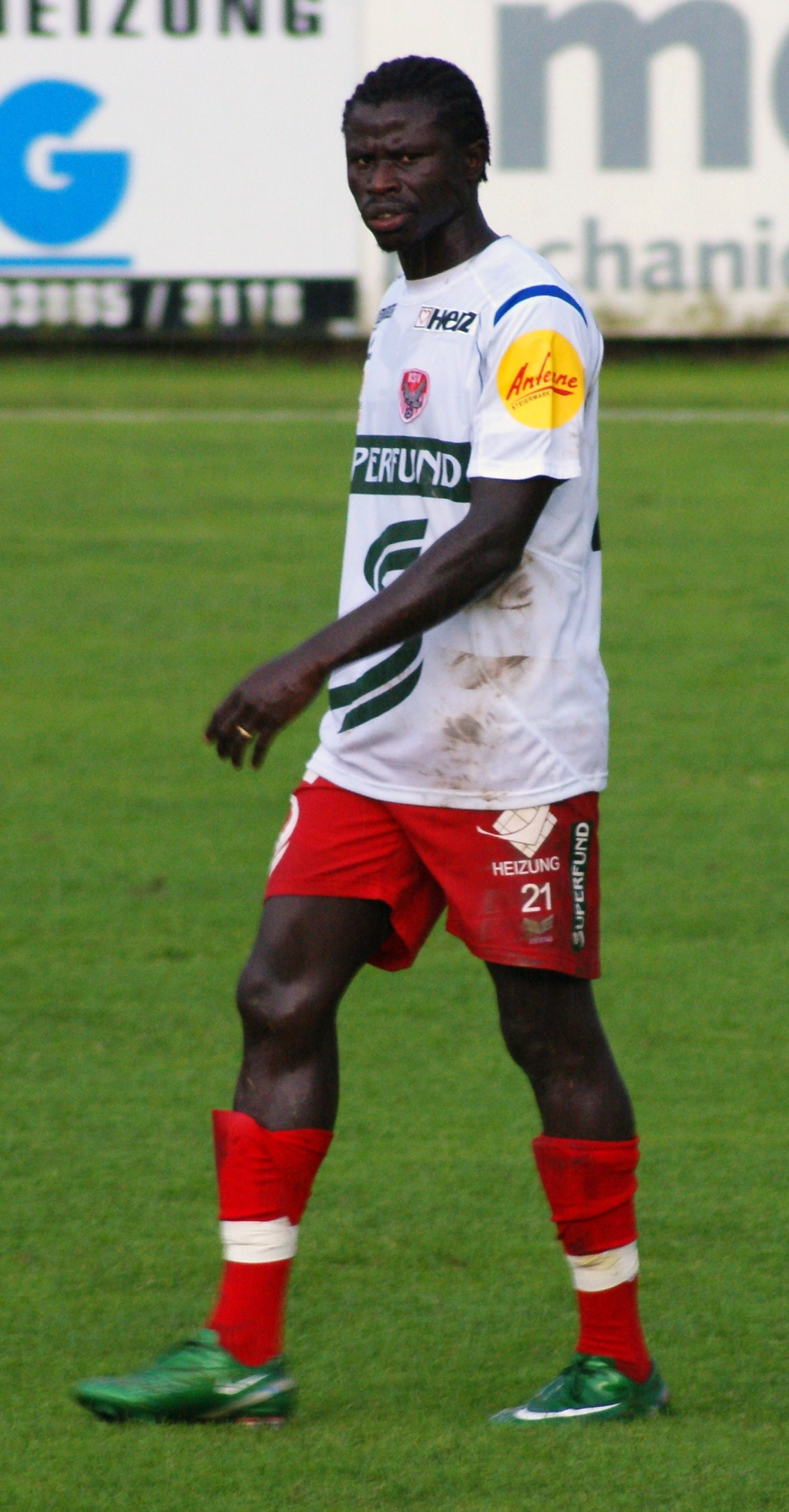
Pa-Ousman Sonko bei einem Freundschaftsspiel
zwischen der Kapfenberger SV und dem SVA Kindberg (2009)

Pa-Ousman Sonko wurde am 26. Dezember 1984 in Gambia geboren und kam als Jugendlicher mit 3000 US-Dollar, die ihm seine Eltern mitgegeben hatten, im Gepäck zuerst nach Russland. Aufgrund einer Europa-Tour mit der gambischen U-17-Nationalmannschaft hatte er einst ein russisches Visum bekommen und konnte somit problemlos in Moskau einreisen. Die in Gambia gebliebenen Eltern hofften, dass der Sohn in Europa einen gut dotierten Profivertrag erhalten und danach die Großfamilie in der Heimat finanziell unterstützen würde. Von Moskau aus wollten ihm vermeintliche Freunde bei der Weiterreise nach Deutschland behilflich sein. Bei der ungarisch-burgenländischen Grenze wurde er von seinen vermeintlichen Freunden verlassen und hatte zu diesem Zeitpunkt auch kaum mehr Geld zur Verfügung. Nachdem er beim Grenzübergang nach Österreich von österreichischen Grenzpolizisten aufgegriffen worden war, kam Sonko in ein Flüchtlingslager in Horitschon. Dort begann er beim Lokalklub, dem ASK Horitschon, im Nachwuchs zu spielen.

### Wechsel nach Salzburg und Debüt in der Bundesliga
Als bester Nachwuchsfußballer des Mittelburgenlands wurde er vom damaligen PSV-Trainerteam Hannes Krawagna und Hannes Winklbauer aus dem Flüchtlingslager nach Salzburg gelotst. Beim Polizeisportverein Salzburg kam er daraufhin in der Saison 2003/04 in der Herrenmannschaft zum Einsatz und schaffte danach über die Union Mondsee, bei der er von 2004 bis 2005 spielte, den Sprung zum FC Red Bull Salzburg, der gerade durch die Übernahme des 1933 gegründeten Traditionsvereins SV Austria Salzburg entstanden war. Diversen anderen Berichten zufolge schaffte er bereits im Jahr davor den Sprung nach Salzburg, nachdem er von Peter Assion gescoutet worden war. Bei den Salzburgern spielte er vorwiegend in der Amateurmannschaft, die nach der Übernahme durch Red Bull als Red Bull Juniors bekannt wurde. Nachdem die Mannschaft 2004/05 knapp am Aufstieg in die zweitklassige Erste Liga gescheitert war, trat das Team weiterhin in der drittklassigen Regionalliga West in Erscheinung. Als die Mannschaft im ÖFB-Cup 2004/05 im Achtelfinale gegen den SK Rapid Wien ausschied, kam Sonko in diesem Spiel zu einem Kurzeinsatz, als er in der 83. Spielminute für Mihael Rajić auf den Rasen kam. Unter Giovanni Trapattoni wurde er 2007 in die Bundesligamannschaft hochgezogen und saß erstmals am 9. Mai 2007 bei einer 2:3-Niederlage gegen den FC Superfund in einem Pflichtspiel auf der Ersatzbank der Profimannschaft. Als Stammkraft agierte er zu dieser Zeit in der zweiten Mannschaft des Vereins, die es am Saisonende 2006/07 als überlegener Erster der Regionalliga West in die zweitklassige Erste Liga aufstieg und somit zu einer Profimannschaft wurde. Weiters war er für die Amateurmannschaft der Salzburger in allen fünf Spielen des ÖFB-Cups 2006/07 als Stammkraft zum Einsatz gekommen. Die Mannschaft schied erst im Elfmeterschießen des Halbfinales gegen den Bundesligisten FK Austria Wien vom laufenden Turnier aus.
In der Saison 2007/08 gab er sein Profidebüt, als er in der ersten Runde der zweithöchsten Spielklasse des Landes am 31. Juli 2007 von Beginn an und über die vollen 90 Minuten bei einem 2:1-Auswärtssieg über den FC Gratkorn zum Einsatz kam. In weiterer Folge agierte er weiterhin als Stammspieler der zweiten Mannschaft der Salzburger und verpasste, bis ihn im November 2007 ein Meniskusschaden im linken Knie zu verletzungsbedingten Pause zwang, nur wenige Spiele. Die restlichen vier Meisterschaftspartien bis zur Winterpause musste Sonko aufgrund der Meniskusverletzung pausieren. Stattdessen wurde er jedoch in den Kader der Bundesligamannschaft hochgeholt und wurde, nachdem er davor im Laufe der Saison zweimal uneingesetzt auf der Ersatzbank gesessen war, am 7. Dezember 2007 bei einem 2:0-Heimsieg über die SV Ried in der 64. Minute beim Stand von 1:0 für Salzburg für Ibrahim Sekagya eingewechselt. Dies sollte für ihn der einzige Bundesligaeinsatz für die Salzburger bleiben; danach saß er im letzten Spiel vor der Winterpause ein weiteres Mal ohne Einsatz auf der Bank. Das komplette Frühjahr verpasste er in weiterer Folge, nachdem sich aus dem Meniskusschaden ein Knorpelschaden entwickelt hatte. Da aufgrund der Heim-EM 2008 der ÖFB-Cup 2007/08 nur auf Amateurbasis gespielt wurde, kam Sonko aufgrund seines Einsatzes für zwei Profimannschaft in dieser Saison zu keinem Pokaleinsatz. Aufgrund seiner Knorpelverletzung startete er erst etwas verspätet in die Spielzeit 2008/09, wobei er nach acht- bzw. neunmonatiger Verletzungspause erstmals wieder am 1. August 2008 bei einer 1:2-Auswärtsniederlage gegen den FC Gratkorn zum Einsatz kam. Noch immer angeschlagen gehörte er in den folgenden Partien abermals nicht zum Kader, ehe ihn erneut sein Meniskusschaden einholte, sodass er erst wieder Ende Oktober für die Red Bull Juniors im Einsatz war.

### Kurzstationen in Altach und Kapfenberg
Bis zur Winterpause 2008/09 brachte er es auf immerhin noch vier weitere Ligaeinsätze und wechselte in weiterer Folge Ende Jänner 2009 zum SCR Altach, dessen Profimannschaft zu dieser Zeit in der Bundesliga aktiv war. Sein einstiger Trainer bei den Red Bull Juniors, Adi Hütter, ein gebürtiger Vorarlberger, hatte den Wechsel ins Ländle eingefädelt. Nach dem verletzungsbedingten Ausfall von Stephan Kling in der Saisonvorbereitung konnte sich Sonko in Vorarlberg anfangs als Stammkraft in der Abwehr behaupten. Bei einer 2:3-Auswärtsniederlage gegen die SV Ried wurde er am 21. März 2009 nach 40 Einsatzminuten mit Gelb-Rot vom Platz gestellt; davor hatte er in Minute 17 die Vorlage zu Tomáš Juns Treffer zur 1:0-Führung beigesteuert. Nach der Gelbrotsperre für ein Spiel agierte der mit seinen 75 Kilogramm für einen Innenverteidiger verhältnismäßig leichte Sonko noch in den beiden darauffolgenden Ligapartien als Stammspieler über die vollen 90 Minuten, ehe seine Einsätze plötzlich abrupt endeten und er abwechselnd auf der Ersatzbank saß oder gar nicht erst zum offiziellen Kader gehörte. In dieser Zeit hatte er jedoch ein Spiel für die zweite Mannschaft der Altacher in der viertklassigen Vorarlbergliga absolviert. Mit einem letzten Einsatz im letzten Saisonspiel am 31. Mai 2009, einem 4:1-Auswärtssieg über den bereits feststehenden österreichischen Meister, Red Bull Salzburg, verabschiedete sich der Gambier nach sieben Bundesligaspielen von den in die zweitklassige Erste Liga absteigenden Altachern in Richtung Steiermark. 
Die Kapfenberger SV hatte sich die Rechte des ablösefreien Defensivspielers gesichert und gedachte, den 24-Jährigen fortan in der Bundesligamannschaft einzusetzen. Dieser Plan scheiterte jedoch bereits von Beginn an. So kam er in der Saisonvorbereitung abwechselnd für die erste und zweite Mannschaft der Kapfenberger zum Einsatz und absolvierte für die besagte zweite Mannschaft Ende Juli 2009 zwei Steier-Cup-Partien, ehe er für diese Mannschaft in der Steirischen Landesliga debütierte, um wiederum drei Tage später sein Pflichtspieldebüt für den KSV in der Bundesliga zu geben. Bei der deutlichen 0:4-Auswärtsniederlage gegen den LASK ließ ihn Werner Gregoritsch über die vollen 90 Minuten als Linksverteidiger zum Einsatz kommen, ehe sich bei Sonko abermals die altbekannte Verletzung bemerkbar machte und er bis zur Winterpause verletzungsbedingt ausfiel. Noch im Winter wurde er von den Obersteirern von seinen Pflichten entbunden und war fortan vereinslos.

### Regelmäßige Einsätze für den SV Austria Salzburg in der Regionalliga West
Am 21. Jänner 2011 wurde Sonkos Wechsel zum SV Austria Salzburg mit Spielbetrieb in der drittklassigen Regionalliga West bekanntgegeben. Davor war er bereits beim Zweitligisten SV Grödig im Gespräch gewesen. Bei den Salzburgern, die erst aus der Salzburger Liga aufgestiegen war, traf er auf alte Bekannte wie Trainer Didi Emich oder Spieler wie Dominik Borozni oder Mario Milić. Mit dem Start ins Frühjahr agierte er bis zum Saisonende als Stammkraft in der Defensive und erreichte mit der Austria in der teilweise recht dicht gestaffelten Endtabelle den fünften Platz. Bei Einsätzen in allen 13 Ligaspielen des Frühjahrs kam er auf insgesamt zwei Treffer; einen gegen Schwarz-Weiß Bregenz und einen gegen die Union Innsbruck. Anfangs noch unter Emich startete er in die Saison 2011/12 und kam ab September auch unter dessen Nachfolger, Gerhard Stöger, als Stammspieler zum Einsatz. Den abermaligen Trainerwechsel im Dezember, als Thomas Hofer das Traineramt übernahm, erlebte der gebürtige Gambier nicht mehr mit; davor war er bereits zum Ligakonkurrenten SV Seekirchen gewechselt. Für die Austria war er saisonübergreifend in 28 Meisterschaftspartien im Einsatz gewesen und hatte zwei Tore beigesteuert.

### Karriereausklang in Seekirchen und Siezenheim
Unter dem ehemaligen Profispieler Markus Scharrer wurde er auch beim Klub aus der Stadt Seekirchen am Wallersee als Stammspieler in der Abwehrreihe eingesetzt und hing im Sommer nach elf absolvierten Ligaspielen, in denen er persönlich torlos geblieben war, noch eine weiter Saison beim Klub an. Mit lediglich vier Siegen aus 30 Meisterschaftsspielen rangierte der SV Seekirchen mit 20 erreichten Punkten lediglich auf dem 15. von 16 Plätzen und hätte sportlich den Abstieg antreten müssen. Stattdessen durfte der Klub aufgrund des Aufstiegsverzichts des Meisters der Tiroler Liga auch in der kommenden Saison in der Regionalliga West verbleiben. Dieses Glück hatte der Klub auch bereits in der vorangegangenen Saison, als er als Drittletzter ebenfalls den Weg in die Viertklassigkeit hätte antreten müssen. In der darauffolgenden Spielzeit kam Sonko zwischen August und September 2012 in fünf Meisterschaftsspielen zum Einsatz, ehe ihn abermals seine alte Verletzung zurückwarf und ihn bis zum Saisonende verletzungsbedingt ausscheiden ließ. Im Sommer 2013 schloss er sich in Wals-Siezenheim dem dort spielenden UFC Siezenheim mit Spielbetrieb in der siebentklassigen 1. Klasse Nord an. Nachdem er in der zweiten Runde des Salzburg-Cups sowie in sieben der ersten acht Runden der Saison 2013/14 zum Einsatz gekommen war, beendete er kurz darauf im Alter von 28 Jahren von seinen Verletzungen gezeichnet seine Karriere als Aktiver.
In der Saison 2019/20 unterstützte er James Clark, der hauptberuflich als Versicherungs- bzw. Bankberater tätig ist, als Trainer der U-14-Mannschaft des SV Austria Salzburg. Seit Sommer 2020 trainiert er zusammen mit Clark die U-16-Mannschaft des Vereins.